# برونو هنريكي بينتو
برونو هنريكي بينتو (بالبرتغالية: Bruno Henrique Pinto‏) (30 ديسمبر 1990 في البرازيل - ) هو لاعب كرة قدم برازيلي في مركز الهجوم. لعب مع نادي غوياس ونادي فولفسبورغ ونادي كروزيرو وإيتومبيارا سبورت ‏ وUberlândia Esporte Clube ‏.

## وصلات خارجية
- برونو هنريكي بينتو على موقع إي إس بي إن إف سي (الإنجليزية)
- برونو هنريكي بينتو على موقع قاعدة بيانات كرة القدم.إي يو (الإنجليزية)
- برونو هنريكي بينتو على موقع ليكيب (الفرنسية)
- برونو هنريكي بينتو على موقع Soccerway.com (الإنجليزية)
- برونو هنريكي بينتو على موقع عالم كرة القدم.نت (الإنجليزية)
- برونو هنريكي بينتو على موقع AS.com (الإسبانية)